# Nely Carla Alberto
Nely Carla Alberto Francisca (San Sebastián, 2 de julio de 1983), más conocida como Nely Carla Alberto, es una exjugadora de balonmano española. Ocupaba la demarcación de lateral izquierdo. Mide 179 cm y pesaba 90 kg.

## Trayectoria
Aunque ella nació en España sus padres son naturales de Cabo Verde, por lo que cuenta con doble nacionalidad. Fue internacional absoluta con la selección española, con la que logró la medalla de bronce en los Juegos Olímpicos de Londres 2012 y la medalla de bronce en el Mundial de Brasil 2011.
Campeona con Itxako de la EHF Europa, de la liga dos años consecutivos, de la Copa y de la Supercopa. Tras su paso por Itxako, fichó por Le Havre de la liga francesa, donde se proclamó campeona de Challenge Cup Europa. Posteriormente, con el Fleury donde consiguió la Copa de Francia. En la temporada siguiente, en Mios Biganos D' Arcachon volvió a ganar la Challenge Cup Europa. En su última temporada, en la primera liga francesa, se alzó con el título de la Copa de Francia y la liga con el Brest.